# 북한산성 행궁지
북한산성 행궁지(北漢山城 行宮址)는 대한민국 경기도 고양시의 북한산 상원봉 아래에 위치한 행궁으로, 실제로 사용된 적은 없다. 중성문을 지나 남쪽 골짜기로 진입해 동장대가 바라보이는 곳에 자리잡고 있다. 2007년 6월 8일 대한민국의 사적 제479호로 지정되었다.

## 개요
임진왜란과 병자호란을 겪고 난 후 도성의 방위 체제를 강화하기 위하여 북한산성을 축성하고 임금이 거처할 수 있는 행궁을 만들었다. 숙종 37년(1711)에서 착수하여 이듬해 5월 완공하였다.
행궁의 규모는 내전 정전이 28칸, 외전 정전이 28칸, 부속건물 68칸 등 총 124칸에 이르며, 내전 정전은 좌우 상방이 각각 2칸, 대청이 6칸, 사면에 퇴가 18칸이며, 부속건물로 좌우 행각방이 9칸, 청이 5칸, 중문이 1칸, 대문 3칸, 수라간이 5칸, 중문이 1칸, 측소 2칸으로 이루어졌다. 외전 정전은 내전 정전과 체제가 같다. 부속건물로 대문 3칸, 북협문 1칸, 외북장중문 1칸, 외행각방 12칸, 루 4칸, 청 4칸이 있고 헛간이 2칸, 중문 2칸, 외대문 3칸, 북변외대문 1칸이 있다.
평상시에는 행궁에 북한산 서고를 마련하여 고문헌을 비밀리에 보관하였으며, 숙종과 영조가 이곳을 찾은 기록이 전해지고 있다. 현재 외전이 있었던 곳은 수해로 지반이 유실되었으나 내전이 있었던 지역은 기단석과 계단, 주춧돌 등이 뚜렷이 남아있어 당시 내전과 행각의 배치상황을 가늠해 볼 수 있다.

## 사적 지정사유
북한산성행궁은 도성 외곽의 전략적인 요지인 북한산성에 위치한 행궁으로서 남한산성 행궁, 강화행궁과 더불어 전란에 대비한 임시궁궐이며, 도성 방어의 의지를 표출하기 위해서 축조된 것으로 다른 행궁과는 다른 의미를 지니고 있는 중요한 문화유적으로 역사적·학술적 가치가 크다.
또한 북한산성 행궁은 조선 후기 집권층의 국가의식과 애민의식을 살펴볼 수 있는 귀중한 유적으로 현재는 행궁으로서의 모습이 사라지고 없지만 1999년에 실시한 지표조사 결과 행궁지의 과거 모습을 알 수 있는 유구들이 노출되고 지하에도 유구가 매장되어 있는 중요 유적인 북한산성행궁지를 국가지정문화재(사적)로 지정하여 보존·관리하고자 한다.

## 현지 안내문
행궁이란 왕의 임시 숙소로 황궁의 격식을 갖춘 건물을 이른다. 전쟁시의 피난처이자 지휘소이기도 했다. 북한산성 행궁은 1711년(숙종 37) 북한산성을 쌓을 때 건립하기 시작하여 다음 해에 완공하였다. 4,130평 규모의 경사진 대지를 3단으로 조성해 주요건물인 내전과 외전을 중심에 배치하고 그 주변에 부속건물과 수라간.측소, 삼문 등을 두었다. 외곽에는 담장을 둘렀다. 건물 전체의 규모는 124칸이었다. 그 중 임금과 왕실 일가족이 생활하는 침전이 내전이 28칸이었으며, 왕이 신하들과 집무를 보는 정전인 외전이 28칸이었다. 
북한산성 행궁에는 북한산문고를 설치해 실록의 사본과 고문헌을 두었으며, 금은 옥대와 의궤등 왕실 물품을 보관하기도 하였다. 현재 행궁 건물은 남아있지 않지만 1902년 무렵 행궁을 촬영한 사진이 전해오고 있어 행궁의 구조와 형태를 파악할 수 있다. 이로써 행궁의 원형 복원이 가능하다.

## 같이 보기
- 남한산성 행궁 - 사적 제80호
- 강화 고려궁지 - 사적 제133호

## 참고 자료
- 북한산성 행궁지 - 국가유산청 국가유산포털